# Mamute Adams
Mamute Adams é o primeiro esqueleto de mamute lanoso com pele e carne ainda presas para serem recuperadas pelos cientistas. O esqueleto e a carne quase completos foram descobertos em 1799 no nordeste da Sibéria por Ossip Shumachov, um caçador de Evenki e posteriormente recuperado em 1806 quando o botânico russo Mikhail Adams viajou para o local e coletou os restos mortais. 

## Descoberta
Os primeiros relatórios publicados sobre restos de mamute siberiano apareceram na Europa na década de 1690. Em 1728, Sir Hans Sloane publicou o que pode ser considerado o primeiro artigo científico abrangente sobre mamutes nas Transações Filosóficas da Royal Society. O artigo de Sloane foi baseado nas descrições dos viajantes e em alguns ossos espalhados coletados na Sibéria e na Grã-Bretanha. Enquanto discutia a questão de saber se o mamute era ou não um elefante, ele não tirou conclusões. Em 1738, Johann Philipp Breyne argumentou que fósseis de mamutes representavam algum tipo de elefante, mas não conseguia explicar por que um animal tropical seria encontrado em uma área tão fria como a Sibéria; ele sugeriu que eles poderiam ter sido transportados para lá pelo dilúvio de Noé. Entre 1692 e 1806, apenas quatro descrições de mamutes congelados - esqueletos com pele e carne ainda presas - foram publicados na Europa. Nenhum dos restos desses cinco foram recuperados e nenhum esqueleto completo foi recuperado durante esse período. No final do século, com base nesses dados parciais, Georges Cuvier foi capaz de argumentar conclusivamente que o mamute siberiano era uma espécie diferente do que qualquer uma das duas espécies conhecidas de elefante. Esse era o estado das coisas quando Adams soube da descoberta de Shumachov. 

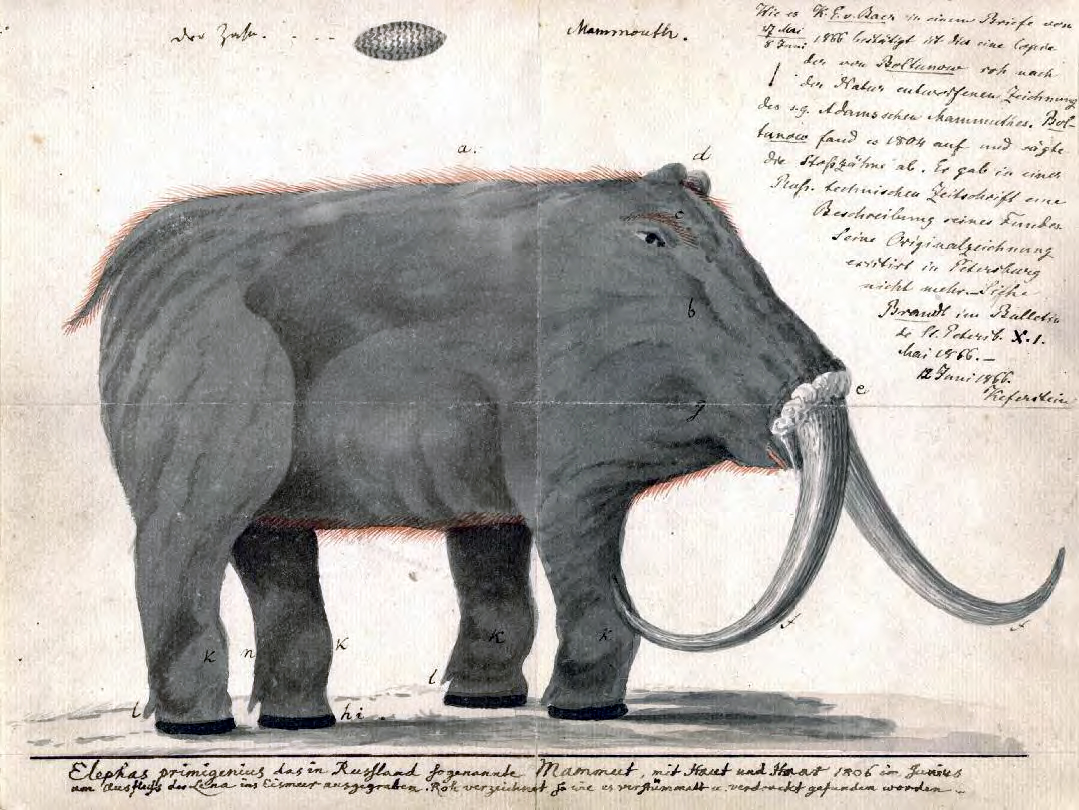
Interpretação do início do século XIX da carcaça "Adams mamute" antes da escavação

Adams havia chegado à Sibéria em 1805 como parte de uma equipe científica ligada à missão diplomática malsucedida do conde Yury Golovkin na China. Após o fracasso da missão, vários membros da equipe científica permaneceram na Sibéria para realizar pesquisas. Enquanto estava em Yakutsk, no início do verão de 1806, Adams ouviu um comerciante de marfim sobre o mamute congelado descoberto perto do Delta do Lena. Ele contratou quatro cossacos e navegou pela Lena até o delta no Oceano Ártico. No final de junho, ele chegou à vila de Shumachov e, no final de julho, Adams, Scumachov e dez homens da vila de Shumachov viajaram para o local do mamute.

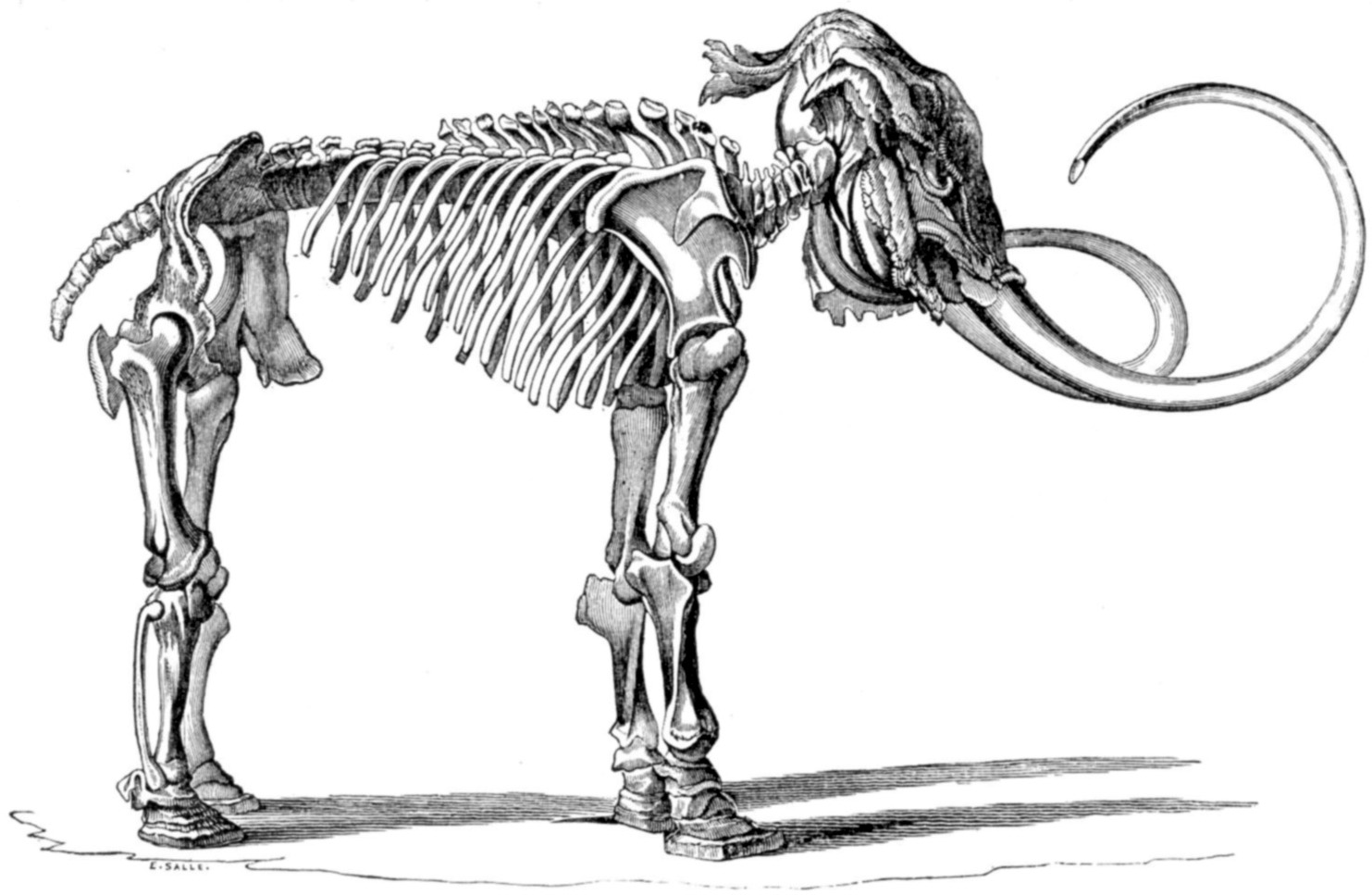
A gravura de Wilhelm Gottlieb Tilesius do esqueleto gigantesco de Adams agora em exibição no Museu de Zoologia, São Petersburgo.

No início, Adams ficou desapontado ao descobrir que os animais selvagens haviam comido a maioria dos órgãos e carne do mamute (incluindo o tronco). No entanto, ele esqueceu sua decepção depois de examinar a carcaça e perceber que o que restava ainda seria, de longe, o mamute mais completo já recuperado. No geral, Adams recuperou todo o esqueleto, menos as presas que Shumachov já havia vendido e uma perna dianteira; a maior parte da pele, que ele descreveu como "de um peso tão extraordinário, que dez pessoas ... a moveram com grande dificuldade"; e quase quarenta quilos de pelos. Durante sua viagem de volta, ele comprou um par de presas que ele acreditava serem as mesmas que Shumachov havia vendido. 

### Remontando o esqueleto
Em São Petersburgo, a tarefa de remontar o esqueleto foi dada a Wilhelm Gottlieb Tilesius. A tarefa de Tilesius foi facilitada pelo fato de o Kunstkamera, o museu criado por Pedro, o Grande, conter o esqueleto de um elefante indiano que Tilesius pôde usar como referência. Tilesius mandou fazer réplicas de madeira para substituir os ossos ausentes das pernas. Sua reconstrução foi uma das primeiras tentativas de reconstruir o esqueleto de um animal extinto. Enquanto a maior parte da reconstrução está correta, Tilesius cometeu um erro flagrante ao montar as presas nos lados errados, de modo que se curvassem para fora em vez de para dentro. O erro não foi corrigido até 1899 e a colocação correta das presas de mamute ainda seria motivo de debate no século XX.

### Publicação dos resultados
O relato de Adams sobre sua jornada foi publicado no final de 1807 e logo traduzido para outras línguas europeias e circulou por toda a Europa e nas Américas. Tilesius fez um conjunto de gravuras de sua reconstrução e enviou outros naturalistas para examinar enquanto ele trabalhava em um relatório detalhado do esqueleto que foi finalmente publicado em 1815.